# Сиантос, Йоргис
Йо́ргис Сиа́нтос (греч. Γιώργης Σιάντος; 1890, Кардица — 20 мая 1947) — греческий политический деятель, генеральный секретарь Коммунистической партии Греции с января 1942 по 1945 год, лидер антифашистского Национально-освободительного фронта Греции (ЭАМ).
В 1941 году Сиантос взял на себя руководство партией в качестве исполняющего обязанности генерального секретаря. Во время немецкой оккупации Греции в 1941–1944 годах Сиантос возглавлял Греческую национально-освободительную армию (ЭЛАС), в которой доминировали коммунисты, а также сыграл важную роль в создании Политического комитета национального освобождения (ПЭЭК) в 1944 году. В том же году представители всех политических партий и группы сопротивления собрались на конференции в Ливане, добиваясь соглашения о правительстве национального единства. Согласно другому соглашению, подписанному в Казерте в Италии в сентябре 1944 года, все силы сопротивления в Греции были переданы под командование британского офицера генерала Рональда Скоби. Хотя Сиантос выступал против подписания обоих соглашений, но он был одним из тех, кто выступал за их полную реализацию. Захариадис называл его «агентом британцев». Сиантос взял на себя руководство вооруженными силами ЭАМ - ЭЛАС.
После высадки британских войск в Греции во время событий Декеврианы ЭЛАС потерпела поражение. В феврале 1945 года Сиантос возглавил делегацию КПГ и ЭАМ, которая вел переговоры по Варкизскому договору с правительством Греции и другими политическими партиями. Он подписал договор, но всего через четыре месяца передал командование партией Захариадису, который вернулся в Грецию. Он оставался членом Политбюро, но не имел рычагов влияния на партию; поражение 1944 года нанесло ущерб его репутации внутри партии. Сиантос умер от сердечного приступа 20 мая 1947 года в частном доме известного греческого врача-коммуниста Петроса Коккалиса. В 1957 году специальный комитет КПГ реабилитировал Сиантоса в глазах партии.